# آفریکا کانکشن اس‌تی‌پی
آفریکا کانکشن اس‌تی‌پی (به انگلیسی: Africa's Connection STP) یک شرکت هواپیمایی است. دفتر مرکزی آفریکا کانکشن اس‌تی‌پی در سائوتومه، سائوتومه و پرنسیپ واقع شده‌است و قطب این شرکت هواپیمایی در فرودگاه بین‌المللی سائوتومه قرار دارد و به ۶ مقصد، پرواز انجام می‌دهد.

## مقصدهای پروازی
مقصدهای پروازی آفریکا کانکشن اس‌تی‌پی تا ماه مه ۲۰۱۴ میلادی به شرح زیر بود:
|  | قطب              |
|  | مسیرهای آتی      |
|  | مسیرهای متوقف‌شده |

## ناوگان هوایی
ناوگان هوایی آفریکا کانکشن اس‌تی‌پی تا مه ۲۰۱۴ میلادی به شرح زیر بود: